# Рабби (провинция Тренто)
Рабби (итал. Rabbi) — коммуна в Италии, располагается в провинции Тренто области Трентино-Альто-Адидже.
Население составляет 1400 человек (2011 г.), плотность населения составляет 11 чел./км². Занимает площадь 132 км². Почтовый индекс — 38020. Телефонный код — 0463.
Покровителями коммуны почитаются Пресвятая Богородица (Madonna del Caravaggio) в Pracorno, San Bernardo (S. Bernardo), San Giovanni Nepomuceno (a Piazzola).

## Демография
Динамика населения:

## Администрация коммуны
- Официальный сайт: https://web.archive.org/web/20080820044257/http://www.comunerabbi.it/